# Wilhelm Castendyck

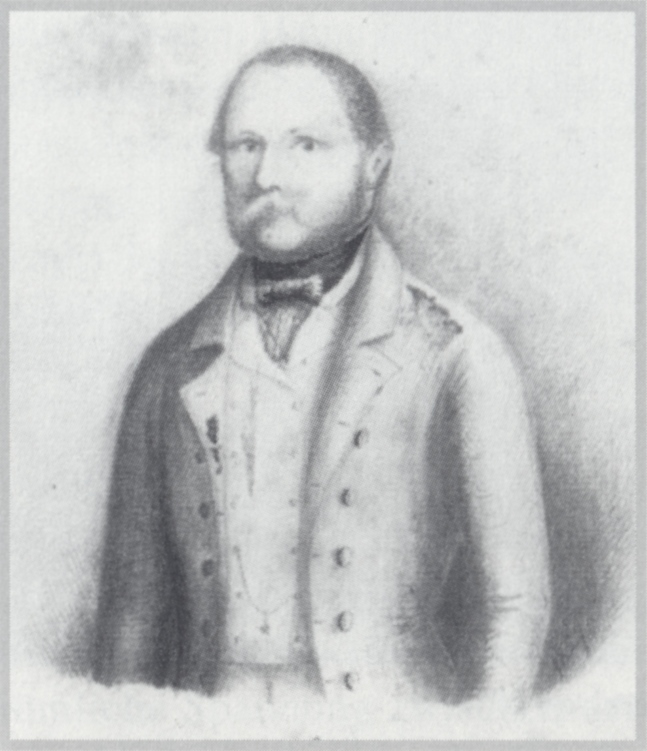
Hütteninspector Wilhelm Castendyck um 1855

Wilhelm Castendyck (* 11. August 1824 in Oberwetz; † 24. Januar 1895 in Schlewecke; vollständiger Name: Wilhelm Peter Louis Castendyck) war ein deutscher Bergingenieur, zuletzt als Bergwerksdirektor in Harzburg.

## Leben und Wirken
Wilhelm Castendyck wurde am 11. August 1824 als Sohn des solms-braunfelsischen Steuerverwalters Friedrich Christian Ludwig Castendyck, gen. Louis Castendyck (* 11. April 1794 in Ulm (Greifenstein); † 3. Juli 1876 in Gemünden (Westerwald)) und dessen Ehefrau Elisabeth geb. Lehr (* 25. April 1800 in Oberwetz; † 19. Februar 1866 in Oberwetz) in Oberwetz geboren.
Seine bergmännische Ausbildung absolvierte Castendyck zwischen 1842 und 1844 im Sauerland und Siegerland. Im Auftrag des Bergamtes Siegen untersuchte er zusammen mit Wagner die Balver Höhle.

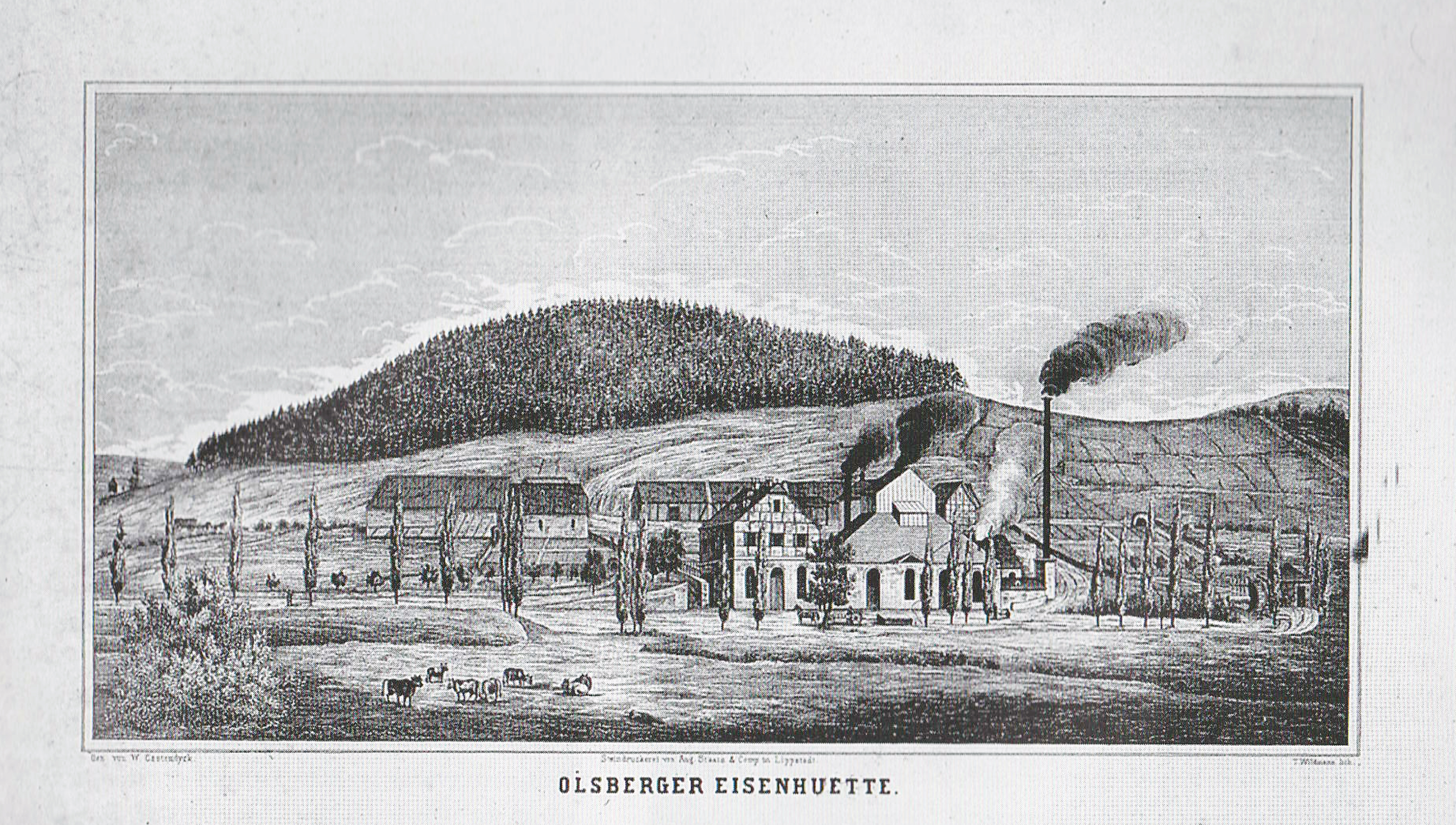
Die Olsberger Hütte um 1855, Lithografie nach einer Zeichnung von W. Castendyck

Von 1844 bis 1848 war Castendyck Bergbeamter der Bergämter in Brilon und Arnsberg, von 1850 bis 1853 Hüttenverwalter der Gravenhorster Hütte (Friedrich-Wilhelms-Hütte-Eisenhütte) bei Ibbenbüren. Anschließend, 1854 bis 1857, wurde Castendyck Hütteninspektor der Olsberger Hütte.
Von 1857 bis 1859 war Wilhelm Castendyck Direktor und Miteigentümer der Ither Hütte bei Bodenwerder.
1859–1861 entdeckte Castendyck abbauwürdige Eisensteinvorkommen bei Neustadt-Harzburg. Aufgrund seiner Initiative wurden durch Konsul Hermann Henrich Meier aus Bremen die Harzburger Eisenerzgruben Hansa und Friederike finanziert; letztere war nach Castendycks einstiger Frau benannt. Zwischen 1860 und 1861 wurden Mathildenhütte und die Friederikengrube erbaut und in Betrieb genommen. 1862–1872 war Bergwerksdirektor W. Castendyck zunächst technischer Leiter der Mathildenhütte und der Friederikengrube, später begrenzte sich seine Zuständigkeit auf die Friederikengrube. 1872 trat er in den Aufsichtsrat ein und war bis 1881 für die Eisenbergwerke verantwortlich.
Auf Initiative Castendycks hin wurde 1875–1877 auf dem Großen Burgberg bei Bad Harzburg die Canossasäule, das erste „Bismarckdenkmal“, errichtet.
1883 war er maßgeblich an der Erbohrung der Kalisalzlager in Vienenburg und Gründung der Gewerkschaft Hercynia beteiligt.
1888 entdeckte Bergwerksdirektor Wilhelm Castendyck in Gerolstein bei Bohrarbeiten eher zufällig eine Quelle. Er gab seinem Freund, Hofrat Prof. Dr. Carl Remigius Fresenius, eine Wasserprobe. Fresenius analysierte das kohlensäurehaltige Wasser und stellte die herausragende Qualität fest. Daraufhin gründete Castendyck die Gerolsteiner Sprudel GmbH, die das Mineralwasser zunächst in Tongefäßen abfüllte und verkaufte. Er verkaufte die Firma bereits im Jahre 1889.
1892 gründete Castendyck das Kaliwerk Beienrode bei Königslutter.

## Wehrdienst
Seinen Wehrdienst leistete Castendyck vom 1. Oktober 1845 bis 30. September 1846 als Einjährig-Freiwilliger bei der 4. Rheinischen Schützenabteilung in Wetzlar. Wilhelm Castendyck wurde später dem 3. Bataillon des 3. Westfälischen Landwehrregiments Nr. 16 in Meschede zugeordnet. Bei dieser Einheit wurde er am 21. Oktober 1848 zum Seconde-Leutnant befördert.
Castendyck nahm vom 27. März 1849 bis 5. September 1849 und vom November 1850 bis 31. Januar 1851 am Schleswig-Holsteinischen Krieg teil. Während dieses Kriege, am 20. September 1859, wurde C. zum Premier-Leutnant befördert. Vom Mai 1866 bis 7. Oktober 1866 nahm Castendyck am Deutschen Krieg als Kompaniechef teil. Am 22. September 1866 wurde Wilhelm Castendyck zum Hauptmann befördert.

## Familie
Wilhelm Castendyck heiratete am 10. Juli 1860 in Bad Pyrmont Frederike Johanne Nelle (* 18. Juli 1842 in Bad Pyrmont; † 26. März 1893 in Wiesbaden). Aus dieser Ehe gingen folgende Kinder hervor:
1. Hermann Friedrich Wilhelm Castendyck (* 28. August 1861 in Bad Harzburg; † 25. April 1931 in Rülau bei Schwarzenbek),
 Hauptmann
2. Elisabeth Marie Johanne Castendyck (* 30. Dezember 1862 in Bad Harzburg; † 10. März 1937 in Bandelstorf bei Rostock),
3. Marie Louise Friederike Wilhelmine Castendyck (* 8. August 1864 in Bad Harzburg; † 23. September 1927 in Jena),
4. Wilhelm Friedrich Karl Castendyck (* 22. Juli 1866 in Bad Harzburg; † 25. Juni 1925 in Bad Kissingen),
 Forstrat und Dr. der Philosophie
5. Berthold August Georg Karl Emil Castendyck (* 1. April 1868 in Bad Harzburg; † 5. März 1882 in Halle (Saale)),
6. Gertrud Agnes Adolfine Ottilie Castendyck (* 25. März 1870 in Bad Harzburg; †)

## Literatur

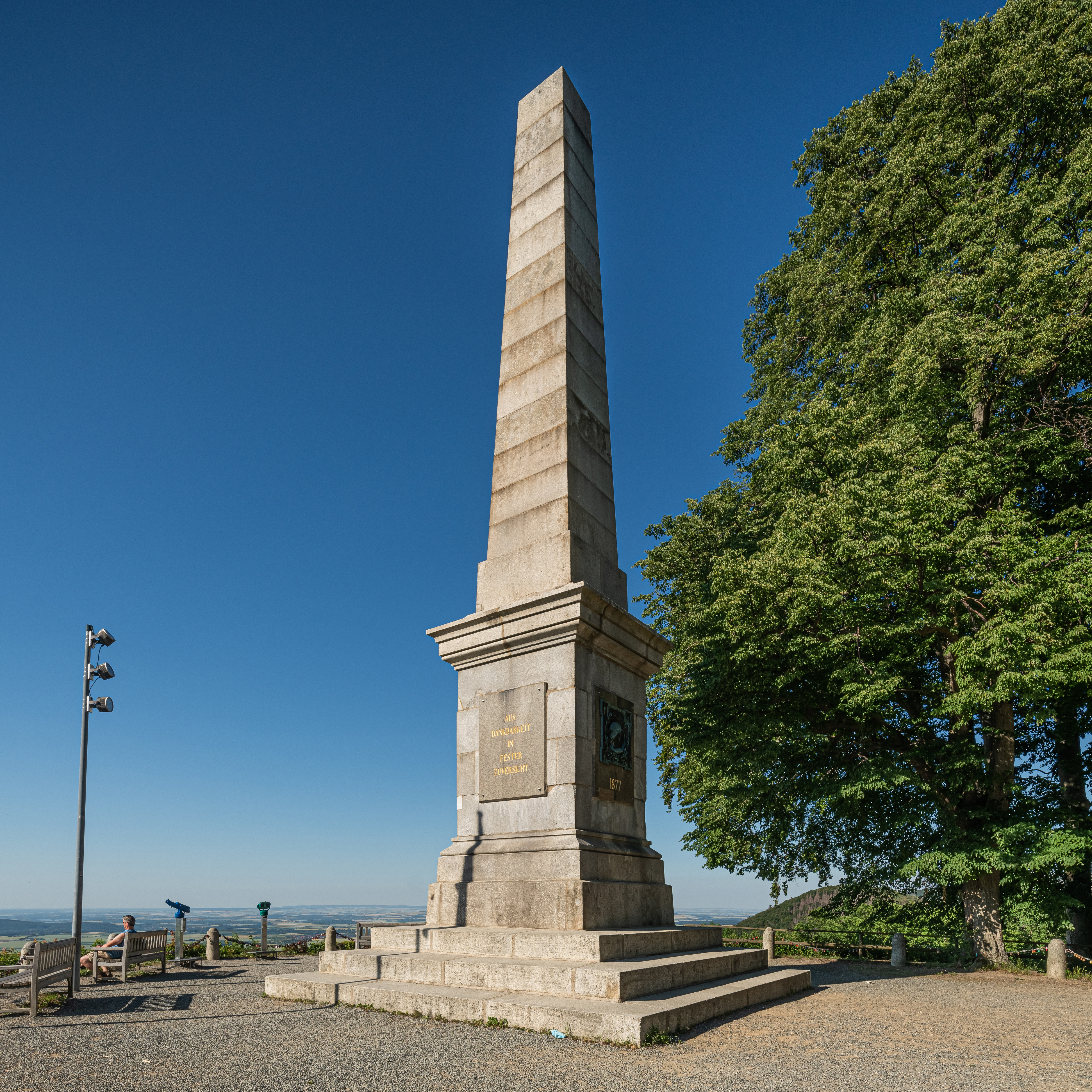
Die Canossasäule zu Bad Harzburg

## Werke
- Erinnerungen. 5 Hefte (ca. 1886–1890), unveröffentlicht[7]

- Notizen Castendycks über seine Militärzeit und Olsberger Zeit (an seine Geliebte Luise), unveröffentlicht[8]
- Pocherze. Ein Haufwerk kleiner Gedichte. Braunschweig 1867, OCLC 246816223.
- Ueber das Vorkommen des Galmeies bei Brilon in Westphalen. In: Berg- und hüttenmännische Zeitung mit besonderer Berücksichtigung der Mineralogie und Geologie. 9. Jahrgang, 1850, Nr. 44, S. 689–693 und Nr. 45, S. 707–710.
- Geognostisch – bergmännische Notizen über die Eisensteine der Lahn und ihre Lagerungsverhältnisse, vorzugsweise im Gebiet von Wetzlar. In: Berg- und hüttenmännische Zeitung. 10. Jahrgang, Nr. 11, 1851, S. 161–168, 188–194
- Der Rochusberg oder Röchelsknapp bei Ibbenbühren. In: Verhandlungen des Naturhistorischen Vereines der preussischen Rheinlande und Westphalens. Band 10. Jahrgang, Bonn 1853, S. 140–151.
- Bemerkungen über das Verhütten von Raseneisensteinen. In: Berg- und hüttenmännische Zeitung. 12. Jahrgang, Nr. 50, 1853, S. 873–874.
- Geognostische Skizze aus dem nordwestlichen Deutschland. In: Leonhard und Bronn: Neues Jahrbuch für Mineralogie, Geognosie, Geologie und Petrefaktenkunde. Jahrgang 1853, S. 31–37.
- Geognostische Übersicht vom Westphälischen Sauerlande: Olsberger Eisenhütte bei Brilon in Westphalen, 28. Februar 1854. In: Leonhard und Bronn: Neues Jahrbuch für Mineralogie, Geognosie, Geologie und Petrefaktenkunde. Jahrgang 1854, S. 314–319.
- Die Rotheisenlagerstätte der Grube Briloner Eisenberg bei Olsberg. In: Zeitschrift der Deutschen geologischen Gesellschaft. Band 7, 1855, S. 253–260.
- Die Gegend um Wildungen im Fürstenthum Waldeck. In: Leonhard und Bronn: Neues Jahrbuch für Mineralogie, Geognosie, Geologie und Petrefaktenkunde. Jahrgang 1856, S. 140–145.